# Prothésis
La prothésis ou jertvennik (en langue russe : Же́ртвенник dont les deux premières syllabes Jertva signifient offrande, sacrifice) est une petite absidiole située du côté gauche dans les édifices religieux orthodoxes et où se fait la préparation du pain et du vin pendant les célébrations eucharistiques. Y sont déposés le calice et le diskos destinés à recevoir le pain et le vin. Dans le passé, l'endroit où les offrandes en pain et en vin étaient offertes par les fidèles puis reçues et choisies par l'officiant, se situait à l'extérieur de l'édifice. Par la suite il est devenu une abside ou une absidiole partie même de l'édifice. Le jertvennik se trouve du côté symétriquement opposé au diaconicon où sont déposés les vêtements liturgiques. 

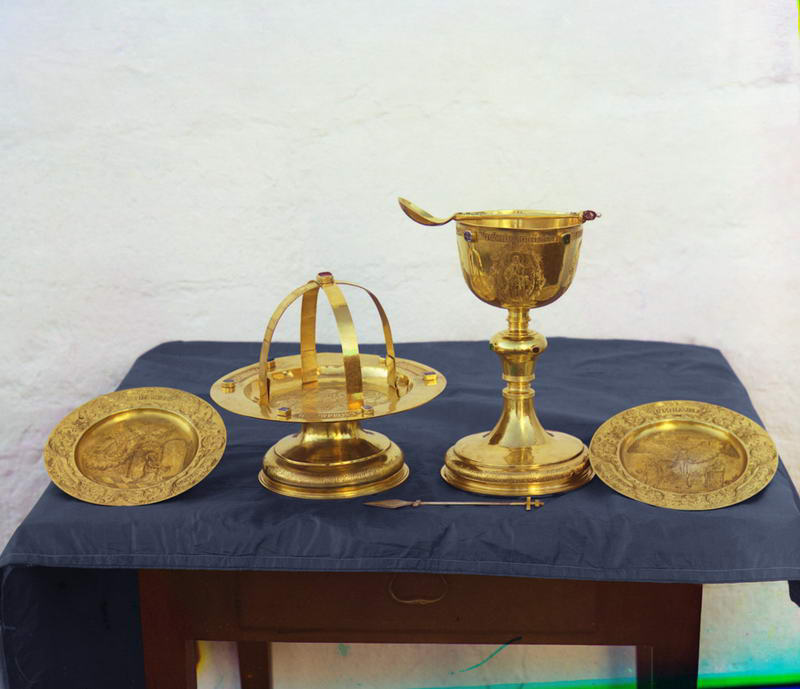
Ustensiles liturgiques (photo de 1911 de Sergueï Prokoudine-Gorski.)
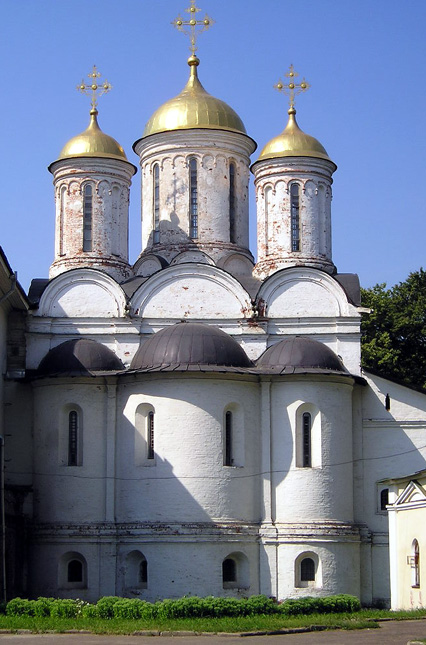
Les trois absides : le diaconicon, la prothésis, avec l'autel au centre.

## Source
- (ru) Cet article est partiellement ou en totalité issu de l’article de Wikipédia en russe intitulé « Жертвенник (в православном храме) » (voir la liste des auteurs).